# Carlo Mierendorff
Carlo Mierendorff, en réalité Carl Mierendorff, (né le 24 mars 1897 à Grossenhain et décédé le 4 décembre 1943 à Leipzig) était un homme politique allemand (SPD), un sociologue et un écrivain. 

## Années de jeunesse
Le père de Mierendorff s'appelait Georg, sa mère Charlotte, née Meißner. En 1907, la famille s'installe à Darmstadt (Grand-duché de Hesse). Son père travaillait dans l'industrie textile. Mierendorff proche du mouvement de jeunesse Wandervogel, a étudié au lycée Ludwig-Georgs à Darmstadt où il a écrit avec ses amis Theodor Haubach et Joseph Würth des courts essais dans leur journal Die Dachstube ("La mansarde").
En 1914, deux jours après avoir terminé ses études secondaires, Mierendorff s'est porté volontaire pour l'armée. Après la bataille de Łódź, il a reçu la Croix de fer de deuxième classe. Puis il est tombé malade à plusieurs reprises au cours des années 1915 et 1916. Pour son engagement sur le front de l'Ouest, il a été décoré en 1917 de la Croix de fer de première classe. En 1917, il a entrepris des études d' économie à Heidelberg, qu'il a poursuivi après la guerre à l'université de Fribourg-en-Brisgau et à l'université Johann Wolfgang Goethe de Francfort-sur-le-Main. 
Son récit expressionniste Lothringer Herbst ("Automne lorrain"), écrit en 1918, retient encore l'attention de nos jours. Début 1919, il a fondé le magazine politique  Das Tribunal. Hessische Radikale Blätter ("Le tribunal. Feuilles radicales de Hesse"), en référence à Hessischen Landboten de Georg Büchner. 
À l'université, Mierendorff était connu pour avoir un rôle actif et polémique dans plusieurs groupes d'étudiants tels que celui des étudiants socialistes ou l'association des étudiants républicains. C'est alors qu'il a fait la connaissance de Carl Zuckmayer. 
En 1920, Mierendorff a adhéré au Parti social-démocrate (SPD). La même année, il a publié un essai sur l’importance du cinéma comme nouveau medium. Au cours de ses études, Mierendorff a été très influencé par Max Weber. Il a obtenu un doctorat de philosophie en 1922 avec sa thèse intitulée La politique économique du Parti communiste allemand. En juin de la même année, Mierendorff a protesté contre le lauréat du prix Nobel Philipp Lenard, directeur antisémite de l'Institut de physique de Heidelberg, qui avait refusé de faire grève et de manifester son deuil devant l'institut à l'occasion de l'assassinat de Walther Rathenau. Il a été condamné pour cela par le tribunal de district de Heidelberg pour violation de la paix civile à une peine d'emprisonnement qui n'a pas été appliquée. Pour le même incident, il a été acquitté par le tribunal disciplinaire de l'Université de Heidelberg. 

## Militantisme et théorie politique
Au cours des années suivantes, Mierendorff a travaillé comme secrétaire chargé de l'économie à la Fédération allemande des ouvriers du transport à Berlin. Il a ensuite été rédacteur en chef au Hessischen Volksfreund à Darmstadt. 
De 1926 à 1928, il a été secrétaire de la faction SPD du Reichstag et était l'attaché de presse du ministre de l'Intérieur de la Hesse, Wilhelm Leuschner. Au cours de cette période, il a exposé le nazi Werner Best en imposant une perquisition au domicile du Boxheimer Hof, dans laquelle les documents de Boxheim ont été découverts avant la prise du pouvoir dans laquelle Best détaillait ses mesures pour imposer un régime de violence. 
Aux élections au Reichstag de septembre 1930, Mierendorff est dévenu le plus jeune député de son parti. Sa politique était axée sur la lutte contre le renforcement du NSDAP. En 1930, il a publié une étude sur le Visage et le caractère du mouvement national-socialiste et sa dynamique sociopolitique. Il a combattu la réhabilitation de la Reichswehr noire. Depuis le milieu des années 1920. Mierendorff était membre de l'organisation Reichsbanner Schwarz-Rot-Gold et du Front de fer. En 1932, avec Serge Tchakhotine, il a conçu les trois flèches qui devinrent le symbole du Front de fer. Mierendorff a fait preuve de talent et de verve en matière de propagande. Au Reichstag, il s'est affronté plusieurs fois à Joseph Goebbels. Il a publié des articles dans les Sozialistischen Monatsheften Nouvelles brochures du socialisme, dans le Monatshefte socialiste, en République allemande, dans le Reichsbanner et dans l'organe de l' Association centrale des citoyens allemands de religion juive. Les sujets abordés comprenaient la propagande,le nazisme, la réforme électorale, les réformes au sein du SPD et les conflits de générations. 
Le chercheur Richard Albrecht spécialiste de Mierendorff, souligne l’un des éléments centraux de la théorie politique de Mierendorff: "Ce n’est que dans la démocratie que la force de masse de la classe ouvrière organisée pourra se déployer économiquement et politiquement, surmontant ainsi le capitalisme. La classe ouvrière a donc un intérêt vital [...] dans le projet d'expansion de l'État allemand en une république sociale et démocratique. " 

## Emprisonnement et résistance
Après la nomination d'Adolf Hitler au poste de chancelier, Mierendorff est parti pendant 14 jours en Suisse, puis est rentré à Berlin et a voté le 24 mars 1933 au Reichstag avec sa faction SPD contre la loi de pleins pouvoirs. Après avoir été agressé dans la rue par des  SA, il s'est caché chez Carl Zuckmayer. Le 13 juin 1933, il a été arrêté à Francfort-sur-le-Main lors d'une réunion avec Otto Sturmfels au Café Excelsior. Au cours des cinq années suivantes, Mierendorff a été emprisonné successivement dans les camps de concentration d' Osthofen, Börgermoor, Papenburg, Lichtenburg et Buchenwald. En janvier 1938, il est libéré de la prison de la Gestapo dans la Prinz-Albrecht-Strasse à Berlin. Ensuite, il a trouvé un emploi chez Braunkohle-Benzin AG (BRABAG), où il était sous surveillance. 
Néanmoins, il a pu renouer ses anciens liens et est bientôt devenu, aux côtés de son ami et ancien patron Leuschner, l'un des chefs d'un réseau de résistance. Il a également écrit à nouveau, sous un pseudonyme et participé à partir de 1941 au Cercle de Kreisau avec Helmuth James von Moltke et Peter Yorck von Wartenburg. Il a noué des contacts avec entre autres Wilhelm Canaris et Hans Oster et a également servi d'intermédiaire entre des socialistes tels que Julius Leber et la résistance militaire. Dans le cabinet fantôme de Ludwig Beck et Carl Friedrich Goerdeler, Mierendorff devait faire partie des responsables du département de la propagande. Dans le cercle de Kreislau, son nom de code était "Docteur Friedrich ». 
Carlo Mierendorff a été tué le 4 décembre 1943 lors d'un raid de la Royal Air Force sur Leipzig. Il a été enterré au Waldfriedhof de Darmstadt (tombe: L 3c 7d). 

## Souvenir
- À Berlin-Charlottenburg, une place, et une rue qui part de cette place, portent son nom ainsi qu'une école primaire.
- Une rue porte son nom dans chacune des villes suivantes : Alsbach-Hähnlein, Bensheim, Bickenbach, Bielefeld, Celle, Darmstadt, Dieburg, Eppertshausen, Erbach (Odenwald), Frankenthal (Palatinat), Francfort-sur-le-Main, Fulda,  Giessen, Ginsheim-Gustavsburg, Gross-Umstadt, Hildesheim, Hofheim-im-Ried, Cassel, Coblence, Leipzig, Leverkusen-Alkenrath, Mayence, Münster, Nauheim, Neuss, Haute-Ramstadt, Oelde, Osthofen, Reinheim, Trebur, Viernheim, Weinheim et Worms.
- Une école polyvalente porte son  nom à Francfort-Preungesheim.
- Enfin une école primaire porte son nom à Mainz-Kostheim ainsi qu'à Griesheim.

## Film
- Deckname Dr. Friedrich: Carlo Mierendorff – ein Leben auf Zeit par Alfred Jungraithmayr, 1997